# Caligus elongatus
Caligus elongatus is een eenoogkreeftjessoort uit de familie van de Caligidae. De wetenschappelijke naam van de soort werd in 1832 voor het eerst geldig gepubliceerd door Alexander von Nordmann.